# جو كورمير
جو كورمير (بالإنجليزية: Joseph D. Cormier)‏ هو لاعب كرة قدم أمريكية أمريكي، ولد في 3 مايو 1963 في لوس أنجلوس في الولايات المتحدة.